# Reviglione
Reviglione è una piccola frazione (meno di 100 abitanti) del comune di Somma Vesuviana nella città metropolitana di Napoli. Distante circa 5 km dal centro del capoluogo comunale essa è posta sulla provinciale che collega Somma a Marigliano e Scisciano e Nola e Saviano.
La località è oggi a vocazione prevalentemente agricola ma la sua vita ha ruotato per molti anni attorno alla fermata ferroviaria omonima dismessa così come tutta la linea Torre Annunziata-Cancello nel 2006 a causa della concorrenza della Circumvesuviana.

## Galleria d'immagini

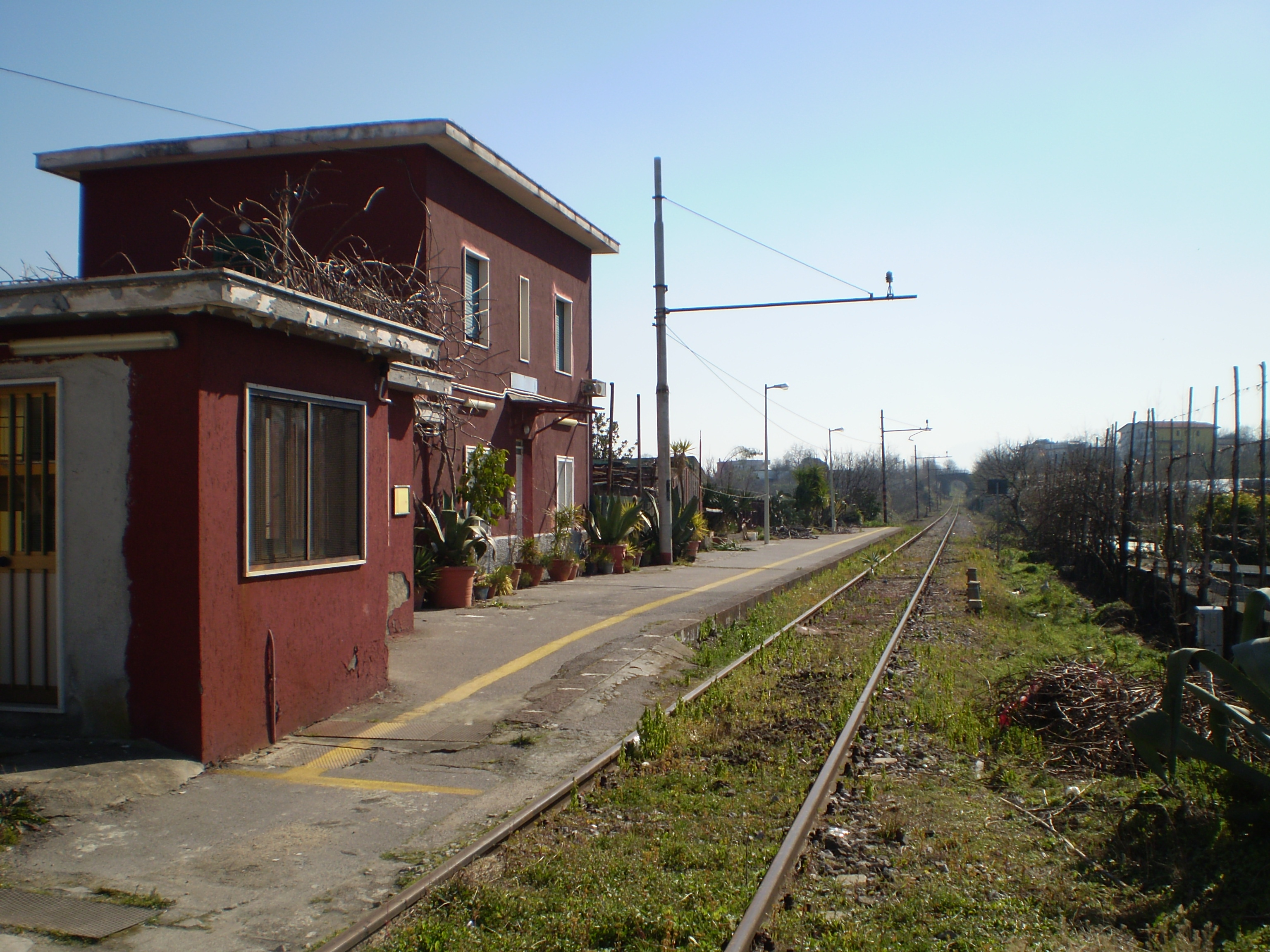
La fermata di Reviglione sulla dismessa tratta ferroviaria Torre Annunziata-Cancello